# Meilenstein (Burg (bei Magdeburg))

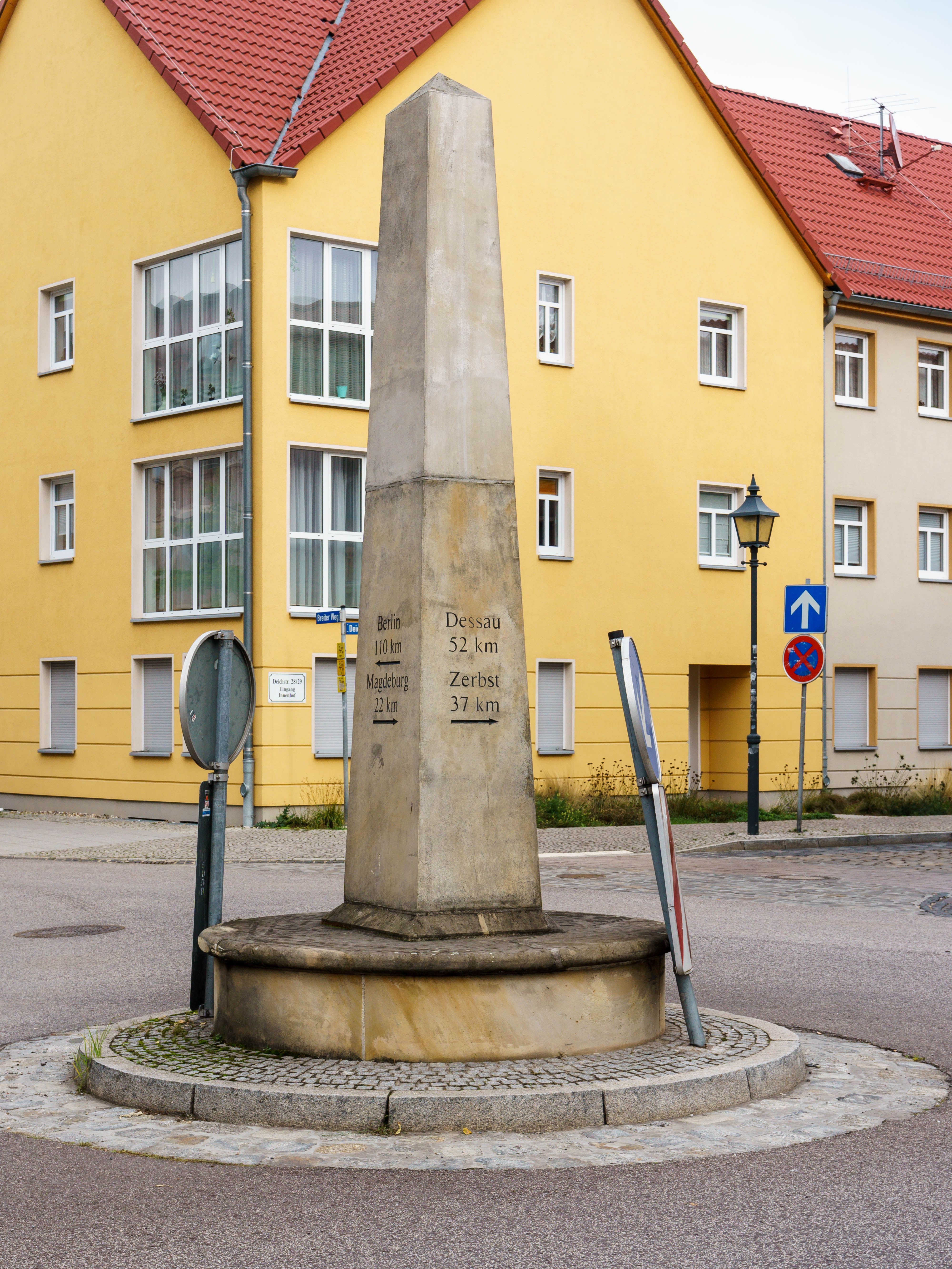
Preußischer Ganzmeilenobelisk in Burg

Der Meilenstein in Burg ist die Nachbildung eines preußischen Meilensteins in der Stadt Burg im Landkreis Jerichower Land in Sachsen-Anhalt.

## Lage
Am Markt von Burg, einer Kreuzung der Straßen Breiter Weg, Deichstraße und Zerbster Straße, auf einem Rondell.

## Geschichte und Gestalt
Zwischen Burg und Genthin haben sich entlang der Bundesstraße 1 etliche preußische Meilensteine erhalten. In Burg sind mehrere Straßen nach der historischen preußischen Staatschaussee benannt, zu der diese Meilensteine gehörten, nämlich die Magdeburger Chaussee, die Magdeburger Straße, die Berliner Straße und die Berliner Chaussee. Entlang solcher Chausseen wurden in regelmäßigen Abständen von 1883 Metern Steine aufgestellt, die das Zurücklegen einer Viertelmeile anzeigten. An jeder vollen preußischen Meile wurde ein Obelisk aufgestellt, der eine ganze Meile markierte und Inschriften trug, die die Entfernung nach Berlin sowie zu den nächsten Städten angab – wie zum Beispiel am Meilenstein (Reesen).
Die Chaussee zwischen Magdeburg und Berlin wurde in den Jahren 1810 bis 1823 ausgebaut. Im Zuge der Umstellung von der Meile auf den Kilometer als neues Längenmaß wurden die Steine zirka im Jahr 1875 auf 10-Kilometer-Abstände umgestellt.
Der Stein in Burg steht weder in einer solchen Myriameterdistanz zu Magdeburg noch passt sein Abstand in irgendeiner Weise zum Stein bei Reesen, der 30 Kilometer von Magdeburg entfernt steht. Vielmehr handelt es sich um einen Schmuckstein. In seiner heutigen Gestalt ist der knapp vier Meter hohe Sandsteinobelisk in erster Linie ein Wegweiserstein, der im Jahr 1999 im Rahmen der Sanierung des Marktplatzes zur Bereicherung des Stadtbildes aufgestellt wurde. Historisch hat es nie einen preußischen Ganzmeilenobelisken in Burg gegeben, so dass die Wahl von Kilometerangaben nur folgerichtig ist. Im Jahr 2012 wurde er von Graffiti gereinigt und mit einer Schutzschicht versehen, damit er künftig leichter gesäubert werden kann.

## Inschriften
Die Südseite weist mit einem Pfeil nach rechts (Osten) und trägt die Angaben Dessau 52 km und Zerbst 37 km. Der nach links (Norden) zeigende Pfeil an der Westseite ist mit der Angabe Berlin 110 km versehen, der dortige nach rechts (Süden) zeigende Pfeil mit Magdeburg 22 km. Gespiegelt trifft dies auch für die jeweils gegenüberliegenden Seiten zu, allerdings fehlt die Magdeburg-Angabe an der Ostseite.